# Aeroporto Internazionale Supadio
L'Aeroporto Internazionale Supadio, ufficialmente citato come Supadio International Airport (inglese) e, in lingua indonesiana Bandar Udara Internasional Supadio (IATA: PNK, ICAO: WIOO) è uno scalo aeroportuale indonesiano situato nella reggenza di Kubu Raya, provincia del Kalimantan Occidentale, circa a 17 km (9,18 nmi) sud-sud-est dal suo capoluogo Pontianak.
L'aeroporto, gestito da PT. Angkasa Pura II, occupa 528 ettari e funge da principale punto di ingresso al Kalimantan Occidentale operando voli nazionali, da e per diverse città e paesi dell'Indonesia, oltre ad alcuni voli limitati per Kuching e Kuala Lumpur nella vicina Malaysia. L'aeroporto è dedicato al tenente colonnello Supadio, ufficiale della Tentara Nasional Indonesia Angkatan Udara (TNI-AU), l'aeronautica militare indonesiana, che ha servito Pangkowilud II Banjarmasin, che sovrintende alla base aerea di Sungai Durian (il nome precedente dell'aeroporto). Il tenente colonnello Supadio morì in un incidente aereo con il colonnello (PNB) Nurtanio a Bandung nel 1966. L'area dell'aeroporto e la pista sono condivise anche con la base aerea di Supadio (Supadio Airbase) una base aerea di Tipo B della TNI-AU. È stata la base dello Skuadron Udara 1 dell'aeronautica militare indonesiana, che consiste in una flotta di 18 Hawk 109/209.
L'aeroporto in precedenza soffriva di sovracapacità. Un'importante ristrutturazione, che ha previsto la costruzione di un terminal aeroportuale più grande e spazioso tra il 2014 e il 2017, ha aumentato notevolmente la capacità dell'aeroporto. Dopo la ristrutturazione, l'aeroporto dispone di quattro manicotti d'imbarco ed è in grado di ospitare 3,8 milioni di passeggeri all'anno. La ristrutturazione ha incluso l'ampliamento e l'estensione della pista a 2600 m nel 2020, costruendo una nuova e più alta torre di controllo del traffico aereo e allargando il piazzale dell'aeroporto per ospitare aerei dalle maggiori dimensioni.

## Statistiche
Questo grafico non è disponibile a causa di un problema tecnico.
Si prega di non rimuoverlo.
Vedi la query Wikidata di origine.